# Ocean City (Washington)
Ocean City és una concentració de població designada pel cens dels Estats Units a l'estat de Washington. Segons el cens del 2000 tenia 217 habitants.

## Demografia
Segons el cens del 2000, Ocean City tenia 217 habitants, 117 habitatges, i 54 famílies. La densitat de població era de 19,3 habitants per km².
Dels 117 habitatges en un 12,8% hi vivien nens de menys de 18 anys, en un 39,3% hi vivien parelles casades, en un 3,4% dones solteres, i en un 53,8% no eren unitats familiars. En el 41,9% dels habitatges hi vivien persones soles el 16,2% de les quals corresponia a persones de 65 anys o més que vivien soles. El nombre mitjà de persones vivint en cada habitatge era d'1,85 i el nombre mitjà de persones que vivien en cada família era de 2,56.
Per edats la població es repartia de la següent manera: un 14,3% tenia menys de 18 anys, un 2,8% entre 18 i 24, un 26,7% entre 25 i 44, un 40,6% de 45 a 60 i un 15,7% 65 anys o més.
L'edat mediana era de 48 anys. Per cada 100 dones de 18 o més anys hi havia 116,3 homes.
La renda mediana per habitatge era de 17.813 $ i la renda mediana per família de 26.979 $. Els homes tenien una renda mediana de 16.250 $ mentre que les dones 26.250 $. La renda per capita de la població era de 15.468 $. Cap de les famílies i el 14% de la població estaven per davall del llindar de pobresa.

## Poblacions més properes
El següent diagrama mostra les poblacions més properes.